# Kloster Ajimu
Kloster Ajimu (jap. 安心院の聖母修道院, Ajimu no Seibo Shūdōin; lat. Abbatia Beatae Mariae de Ajimu; dt. „Kloster der Heiligen Mutter von Ajimu“) ist eine japanische Trappistinnen-Abtei, zuerst in Miyako, seit 2002 in Ajimu, Bistum Ōita.

## Geschichte
Das Kloster Nishinomiya gründete 1981 in Miyako auf der Insel Miyako-jima ein Tochterkloster (ab 1988 Abtei), das 2002 auf die Hauptinsel Kyūshū nach Kayagomori, Ajimu, Usa, verlegt wurde.
Äbtissinnen:
- Lidwina Nakaya (1981–1984)
- Joanna Sato (1984–2014)
  - Joanna Sato, Superiora ad nutum (2014–2016)
  - Gertrude Ikebe, Superiora ad nutum (2016–2017)
- Gertrude Ikebe (seit 2017)